# 1-Hexanol
1-Hexanol é o álcool primário de cadeia linear com seis carbonos e fórmula estrutural condensada CH3(CH2)5OH
Este composto é pouco solúvel em água, porem se mistura com éter e etanol e é usado na indústria de perfumes. [carece de fontes?]